# Cyndrwyn ap Cynan
Cyndrwyn ap Cynan roi du Sud du Powys fl. décennie 620. 
Cyndrwyn dit le Têtu (anglais: Stubborn), fils putatif de Cynan Garwyn ap Brochfael est uniquement connu comme le père de Cynddylan ap Cyndrwyn et par son surnom qui suggère l'opiniâtreté qu'il mit à contrôler les territoires du sud du royaume de Powys, autour de Shrewsbury connu comme le Pengwern, pendant la période qui suit la défaite et la mort de Selyf Sarffgadau ap Cynan lors de la bataille de Chester en 613.

## Contexte
A cette époque le royaume de Powys commencent à mettre en œuvre une politique de rapprochement avec le puisant roi Penda de Mercie qui était en guerre avec Edwin de Northumbrie et plus tard Oswald. Cyndrwyn semble avoir conclu une alliance avec la Mercie pour sauvegarder l'indépendance du Powys.
Selon les généalogies, Il laisse une large descendance constituée de quatorze fils dont son successeur Cynddylan ap Cyndrwyn et de neuf filles